# Panevrhythmie
Panevrhythmie (bulharsky Паневритмия) je systém specifických cvičení s hudebním doprovodem vytvořený Petrem Danovem v letech 1927 až 1944, zaměřených jak na zlepšení a udržení zdraví, tak na stimulaci harmonického rozvoje osobnosti, dosažení souladu s přírodou (vesmírem).
Vytvářel ji postupně, od roku 1927. Panevrhytmie má hluboký filozofický základ a spojuje hudbu, pohyb, myšlení a řeč v harmonický celek. V jiném aspektu je to také „zároveň modlitba, meditace, rozjímání a mistrovství“.

## Náhled
Etymologicky se „panevrhytmie“ skládá ze tří kořenů: „Pan“ znamená vše,  univerzální, vesmírné; „Ev“ nebo latinsky „eu“ je to, z čeho vše vychází; znamená to nejvyšší, podstatu, skutečné, podstatné na světě; „Rytmus“ znamená pravidelnost pohybů nebo jakéhokoli vnějšího vyjádření věcí. Na základě těchto etymologických kořenů se panevrytmie převádí přímo do kosmického vznešeného rytmu nebo univerzální harmonie pohybu.
V panevrhythmii převládá myšlenka žít v souladu s přírodou a vesmírem. Podle Danova procházejí lidským tělem „pozemské“ a „sluneční“ (neboli „nebeské“) energie (podle badatelů pravděpodobně podobně jako energie „jin“ a „jang“ ve východní filozofii), které musí být vyváženy, protože určují zdraví člověka, jeho myšlení a cítění, a toho je dosahováno panevrhytmickými cvičeními. Na doporučení Danova by se panevrhytmické cvičení mělo provádět brzy ráno a venku, nejlépe na louce, od 22. března. Podle jeho názoru to je doba, kdy je příroda nejvíce vnímavá a obsahovala nejvíce prány neboli živé energie, kterou lidské tělo dokáže vstřebat. Panevrhythmy se hraje až do 22. září pro lidi na severní polokouli; logicky pro lidi na jižní polokouli od 22. září do 22. března.
Panevrytmie má několik úrovní: mentální úroveň - vyjádření myšlenek, akční úroveň - spojená s rytmem a pohybem, hudební úroveň - s tonalitou, hudba, verbální úroveň - se slovy. Panevrhytmie také zdůrazňuje budování nové kultury lásky, bratrství a svobody. Danov věřil, že existuje přímé spojení mezi myšlením a pohybem, že prostřednictvím harmonie mezi hudbou, pohybem a myšlenkami je paneurytmie schopna podporovat tvůrčí síly ve společnosti jako celku.
Panevrytmie postupem času přitahovala pozornost lidí různých kultur a národností, a to i přes 40letý komunistický režim v Bulharsku, který takové praktiky zakazoval. Kolektivní tanec Sedmi Rilských jezer v pohoří Rila, který se koná od 19. do 21. srpna, lze považovat za největší setkání paneurytmie, na které každoročně přijíždí více než 2000 cvičenců z různých zemí, včetně Francie, Kanady, Itálie, Ukrajiny a Ruska. 

## Struktura
Paneurhytmie se skládá ze tří částí: „28 cvičení“, „Sluneční paprsky“ a „Pentagram“, přičemž každá část a každé cvičení má symbolický význam, vyjadřující konkrétní myšlenku, pocit nebo čin. Celková doba trvání paneurytmie je přibližně 70 minut nebo více, včetně přestávek mezi cvičeními; když nepočítáme přestávky, trvá to asi 60 minut. Cvičení jsou aerobní. Pohyby jsou cyklické, rytmické, ve fyziologickém rozsahu pohybů. Některá cvičení jsou jednoduchá, jiná jsou složitější. Byla dodržena zásada progresivity. Dochází k neustálému střídání momentů rytmického stahování a uvolňování svalů a tím se zátěž snáze snáší. Požadavky na koordinaci se zvyšují v polovině první části a ve druhé části; ve střední části se také postupně zvyšují nároky na rovnováhu na maximum a v poslední části se postupně zvyšují nároky na psychiku.

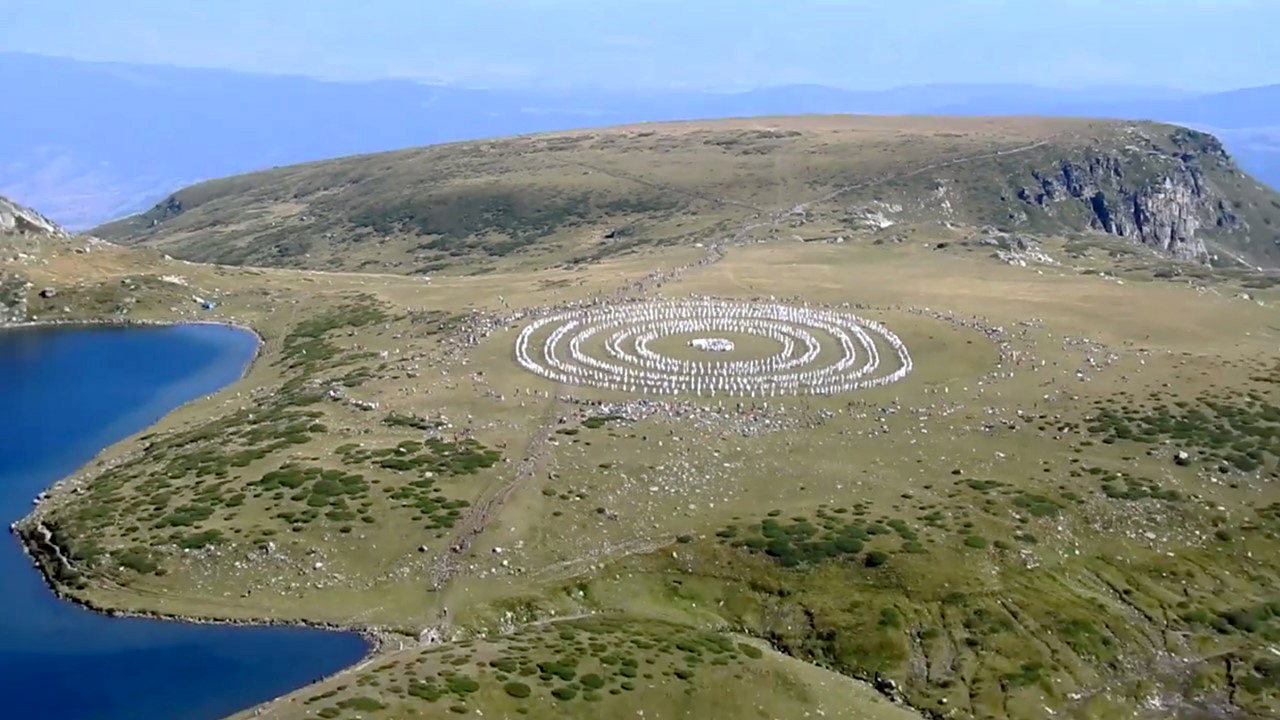
Panevrythmie v pohoří Rila, Bulharsko

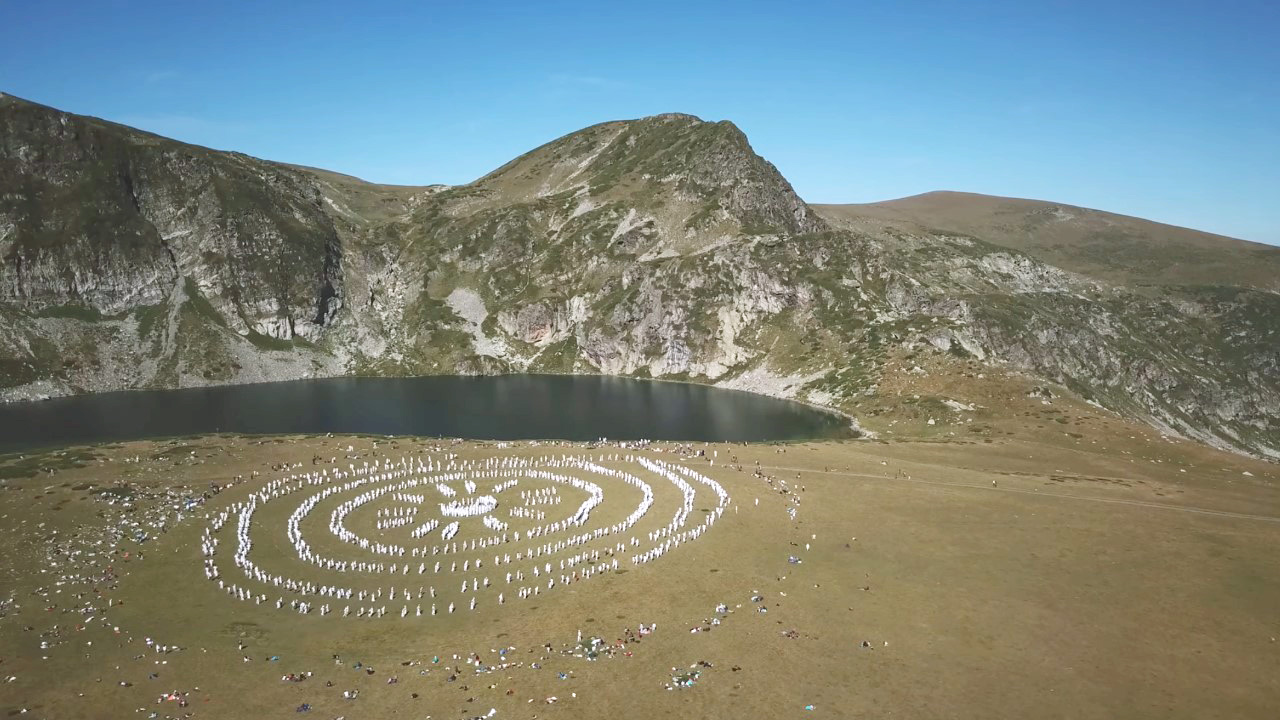
Panevrytmie u Sedmi Rilských jezer – Sluneční paprsky

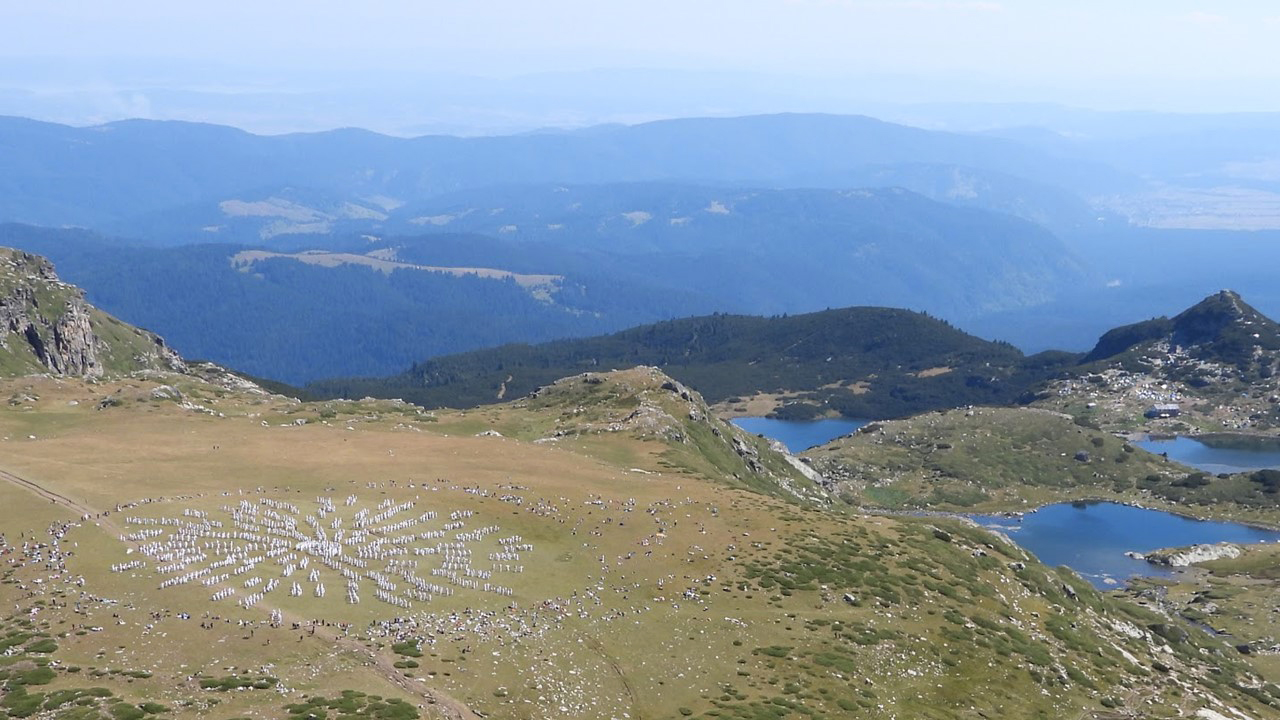
Panevrythmie u Sedmi Rilských jezer – Pentagram